# Berberis centifolia
Berberis centifolia là một loài thực vật có hoa trong họ Hoàng mộc. Loài này được Forrest mô tả khoa học đầu tiên năm 1916.